# Santa Maria de Perpinyà
Santa Maria de Perpinyà, o Capella del Tercer orde, és la capella del Tercer Orde de Sant Domènec de la ciutat de Perpinyà, a la comarca del Rosselló, de la Catalunya del Nord.
Tot i que pertany al conjunt d'edificis a l'entorn del convent de Sant Domènec de Perpinyà, té la seva entrada directament des del carrer a la Plaça de la Revolució Francesa. Aquesta església queda al sud-oest de l'església de Sant Domènec, paral·lela a la nau d'aquesta església.